# Candle in the Wind 1997
Candle in The Wind 1997 (Ngọn nến trong gió) hay Goodbye England's Rose (Tạm biệt bông hồng nước Anh) là một bài hát của nghệ sĩ thu âm người Anh Elton John, được sáng tác và thu âm lại từ bài hát năm 1973 "Candle in the Wind". Nó được phát hành vào ngày 13 tháng 9 năm 1997 như là một đĩa đơn tưởng nhớ đến Diana, Vương phi xứ Wales quá cố, và toàn bộ số tiền từ doanh thu bài hát trên toàn cầu sẽ được chuyển tới tổ chức từ thiện của Diana. Tại nhiều quốc gia, nó được phát hành như là một đĩa đơn mặt A đôi cùng "Something About the Way You Look Tonight". Bài hát do Ngài George Martin sản xuất.
Theo Hiệp hội Công nghiệp ghi âm Mỹ, với doanh số tiêu thụ được chứng nhận, đây là "đĩa đơn bán chạy nhất mọi thời đại". Sách Kỷ lục Guinness Thế giới năm 2009 cũng công nhận bài hát là "đĩa đơn bán chạy nhất kể từ khi Vương quốc Anh và Hoa Kỳ bắt đầu việc xếp hạng các đĩa đơn vào những năm năm 1950, với doanh số 33 triệu bản".
Sau khi phát hành, "Candle in the Wind 1997" trở thành đĩa đơn quán quân thứ tư của John tại Vương quốc Anh, và là đĩa đơn bán chạy nhất lịch sử bảng xếp hạng tại đây. Trong tháng 10, nó ra mắt ở vị trí số một trên bảng xếp hạng Billboard Hot 100, trở thành đĩa đơn quán quân thứ chín của ông tại Hoa Kỳ và trụ vững ngôi vị này trong 14 tuần liên tiếp, và là đĩa đơn bán chạy nhất trong lịch sử Billboard cũng như đĩa đơn đầu tiên đạt chứng nhận kim cương tại đây. Bài hát còn đứng đầu bảng xếp hạng tại Đức trong 7 tuần, Úc trong 6 tuần, và ngôi vị quán quân tại Nhật Bản, Canada, Pháp và nhiều bảng xếp hạng âm nhạc trên toàn thế giới khác.
Phiên bản 1997 đã giúp John giành một giải Grammy cho Trình diễn giọng pop nam xuất sắc nhất năm 1998. Nhiều phần lời bài hát đã được thay đổi sao cho phù hợp với cuộc đời và cái chết của Diana, so với phiên bản trước, được viết bởi Bernie Taupin, như là một lời tri ân đến nữ minh tinh quá cố Marilyn Monroe.

## Thông tin bài hát
Ngày 31 tháng 8 năm 1997, Diana, Công nương xứ Wales, đã qua đời trong một vụ tai nạn xe hơi ở Paris, Pháp. Điều này ngay lập tức khiến Elton John vô cùng sốc, vì ông và công nương là những người bạn rất thân. Trước đó, ông cũng đã phải đau lòng tiễn đưa một người bạn quan trọng khác, nhà thiết kế thời trang Gianni Versace, vào đầu mùa hè, mà ông cùng tham dự tang lễ với Diana.
John chìm vào trạng thái mất cân bằng trong tâm trí, và để vượt qua nỗi đau này, ông muốn thực hiện một điều gì đó để chia sẻ nỗi đau mất mát trước sự ra đi của Diana. Ông liên lạc với cộng sự của ông là Bernie Taupin, yêu cầu ông sửa lại lời bài hát "Candle in the Wind" (1973). George Martin đóng vai trò sản xuất bài hát. Nó được thu âm gấp rút tại Townhouse Studios ở Tây London.
John chỉ biểu diễn trực tiếp "Candle in the Wind 1997" một lần duy nhất, tại Đám tang của Diana, Công nương xứ Wales, vào ngày 6 tháng 9 năm 1997. Ông tiếp tục hát bản gốc của bài hát tại các buổi hòa nhạc của mình, nhưng từ chối hát lại phiên bản sau, ngay cả trong buổi hòa nhạc tưởng niệm Diana vào tháng 7 năm 2007. Ông tuyên bố sẽ không bao giờ thể hiện nó một lần nào nữa, trừ khi có đề nghị từ 2 con trai của Diana. Bài hát không bao giờ được phát hành (hoặc tái phát hành) trên bất kỳ album nào, thậm chí là album tổng hợp Diana, Princess of Wales: Tribute (1997) (một ấn phẩm tưởng nhớ chính thức gồm hai đĩa với sự ủy thác từ gia đình Công nương, với sự góp mặt của nhiều nghệ sĩ như: Eric Clapton, Paul McCartney, Queen, Celine Dion, và Rod Stewart).

## Xếp hạng
| Bảng xếp hạng (1997–1998)             | Vị trí cao nhất |
| ------------------------------------- | --------------- |
| Úc (ARIA)                             | 1               |
| Áo (Ö3 Austria Top 40)                | 1               |
| Bỉ (Ultratop 50 Flanders)             | 1               |
| Bỉ (Ultratop 50 Wallonia)             | 1               |
| Canada (Soundscan)                    | 1               |
| Đan Mạch (Hitlisten)                  | 1               |
| Châu Âu (European Hot 100 Singles)    | 1               |
| Phần Lan (Suomen virallinen lista)    | 1               |
| Pháp (SNEP)                           | 1               |
| Đức (Official German Charts)          | 1               |
| Ireland (IRMA)                        | 1               |
| Ý (FIMI)                              | 1               |
| Nhật Bản (Oricon)                     | 1               |
| Hà Lan (Dutch Top 40)                 | 1               |
| Hà Lan (Single Top 100)               | 1               |
| New Zealand (Recorded Music NZ)       | 1               |
| Na Uy (VG-lista)                      | 1               |
| Tây Ban Nha (PROMUSICAE)              | 1               |
| Scotland (OCC)                        | 1               |
| Thụy Điển (Sverigetopplistan)         | 1               |
| Thụy Sĩ (Schweizer Hitparade)         | 1               |
| Anh Quốc (OCC)                        | 1               |
| Hoa Kỳ Billboard Hot 100              | 1               |
| Hoa Kỳ Adult Contemporary (Billboard) | 1               |
| Hoa Kỳ Adult Pop Airplay (Billboard)  | 12              |
| Hoa Kỳ Pop Airplay (Billboard)        | 32              |

| Bảng xếp hạng (1990–99)              | Vị trí |
| ------------------------------------ | ------ |
| Austria (Ö3 Austria Top 40)          | 15     |
| France (SNEP)                        | 2      |
| Netherlands (Dutch Top 40)           | 91     |
| UK Singles (Official Charts Company) | 1      |
| US Billboard Hot 100                 | 5      |

| Bảng xếp hạng (1997)              | Vị trí |
| --------------------------------- | ------ |
| Australia (ARIA)                  | 1      |
| Austria (Ö3 Austria Top 40)       | 1      |
| Belgium (Ultratop 50 Flanders)    | 1      |
| Belgium (Ultratop 50 Wallonia)    | 1      |
| Canada Top Singles (RPM)          | 96     |
| Denmark (Tracklisten)             | 3      |
| Europe (European Hot 100)         | 1      |
| Finland (Suomen virallinen lista) | 12     |
| France (SNEP)                     | 1      |
| Germany (Official German Charts)  | 3      |
| Italy (FIMI)                      | 5      |
| Japan (Oricon)                    | 52     |
| Netherlands (Dutch Top 40)        | 19     |
| Netherlands (Single Top 100)      | 1      |
| New Zealand (Recorded Music NZ)   | 1      |
| Norway Summer Period (VG-lista)   | 16     |
| Norway Autumn Period (VG-lista)   | 1      |
| Sweden (Sverigetopplistan)        | 1      |
| Switzerland (Schweizer Hitparade) | 21     |
| UK Singles (OCC)                  | 1      |
| US Billboard Hot 100              | 1      |
| Bảng xếp hạng (1998)              | Vị trí |
| Austria (Ö3 Austria Top 40)       | 9      |
| Europe (European Hot 100)         | 31     |
| Finland (Suomen virallinen lista) | 95     |
| Germany (Official German Charts)  | 91     |
| Netherlands (Dutch Top 40)        | 196    |
| Norway Winter Period (VG-lista)   | 19     |
| Sweden (Sverigetopplistan)        | 41     |
| Switzerland (Schweizer Hitparade) | 28     |
| US Billboard Hot 100              | 8      |

| Bảng xếp hạng                        | Vị trí |
| ------------------------------------ | ------ |
| France (SNEP)                        | 4      |
| Ireland (IRMA)                       | 1      |
| UK Singles (Official Charts Company) | 1      |
| US Billboard Hot 100                 | 49     |

## Chứng nhận
| Quốc gia                                                                           | Chứng nhận   | Số đơn vị/doanh số chứng nhận |
| ---------------------------------------------------------------------------------- | ------------ | ----------------------------- |
| Úc (ARIA)                                                                          | 14× Bạch kim | 980.000^                      |
| Áo (IFPI Áo)                                                                       | 6× Bạch kim  | 300.000*                      |
| Bỉ (BEA)                                                                           | 7× Bạch kim  | 350.000*                      |
| Brasil (Pro-Música Brasil)                                                         | Bạch kim     | 250,000*                      |
| Canada (Music Canada)                                                              | 19× Bạch kim | 1,900,000^                    |
| Phần Lan (Musiikkituottajat)                                                       | Bạch kim     | 54,225                        |
| Pháp (SNEP)                                                                        | Kim cương    | 2,029,000                     |
| Đức (BVMI)                                                                         | 9× Bạch kim  | 0^                            |
| Nhật Bản (RIAJ)                                                                    | 2× Bạch kim  | 200.000^                      |
| México (AMPROFON)                                                                  | Vàng         | 100,000*                      |
| Hà Lan (NVPI)                                                                      | 6× Bạch kim  | 450.000^                      |
| New Zealand (RMNZ)                                                                 | 15× Bạch kim | 150.000*                      |
| Na Uy (IFPI)                                                                       | 8× Bạch kim  | 400,000*                      |
| Ba Lan (ZPAV)                                                                      | Bạch kim     | 100,000*                      |
| Tây Ban Nha (PROMUSICAE)                                                           | 9× Bạch kim  | 450,000^                      |
| Thụy Điển (GLF)                                                                    | 7× Bạch kim  | 210.000^                      |
| Thụy Sĩ (IFPI)                                                                     | 9× Bạch kim  | 450.000^                      |
| Anh Quốc (BPI)                                                                     | 9× Bạch kim  | 4,900,000                     |
| Hoa Kỳ (RIAA)                                                                      | 11× Bạch kim | 11,000,000^                   |
| * Chứng nhận dựa theo doanh số tiêu thụ. ^ Chứng nhận dựa theo doanh số nhập hàng. |              |                               |